# Cuphea varia
Cuphea varia är en fackelblomsväxtart som beskrevs av Emil Bernhard Koehne och Bacigal.. Cuphea varia ingår i släktet blossblommor, och familjen fackelblomsväxter. Inga underarter finns listade i Catalogue of Life.